# Campionato nordamericano femminile under 17 di calcio 2013
Il Campionato nordamericano femminile under 17 di calcio 2013, 4ª edizione della competizione organizzata dalla CONCACAF e riservata a giocatrici Under-17, si è giocato a Montego Bay, in Giamaica tra il 30 ottobre e il 9 novembre 2013.

Il Messico ha vinto il titolo per la prima volta e, insieme al Canada, si è qualificato per il Campionato mondiale femminile under 17 di calcio 2014.

## Squadre qualificate
- Canada
- El Salvador
- Giamaica (nazione ospitante)
- Guatemala
- Haiti
- Messico
- Stati Uniti
- Trinidad e Tobago

## Stadio
| Montego Bay                   |
| ----------------------------- |
| Catherine Hall Sports Complex |
| Capienza: 9.000               |

## Prima fase

### Gruppo A
| Pos. | Squadra     | Pt | G | V | N | P | GF | GS | DR |
| ---- | ----------- | -- | - | - | - | - | -- | -- | -- |
| 1.   | Giamaica    | 7  | 3 | 2 | 1 | 0 | 6  | 1  | +5 |
| 2.   | Messico     | 5  | 3 | 1 | 2 | 0 | 9  | 2  | +7 |
| 3.   | El Salvador | 3  | 3 | 1 | 0 | 2 | 1  | 9  | -8 |
| 4.   | Haiti       | 1  | 3 | 0 | 1 | 2 | 1  | 5  | -4 |

| Data       | Ora         | Partita     | Partita | Partita     |
| ---------- | ----------- | ----------- | ------- | ----------- |
| 30-10-2013 | 16:30 UTC-5 | Messico     | 1 - 1   | Haiti       |
| 30-10-2013 | 19:00 UTC-5 | Giamaica    | 2 - 0   | El Salvador |
| 1-11-2013  | 16:30 UTC-5 | El Salvador | 0 - 7   | Messico     |
| 1-11-2013  | 19:00 UTC-5 | Giamaica    | 3 - 0   | Haiti       |
| 3-11-2013  | 17:30 UTC-5 | Haiti       | 0 - 1   | El Salvador |
| 3-11-2013  | 20:00 UTC-5 | Giamaica    | 1 - 1   | Messico     |

### Gruppo B
| Pos. | Squadra           | Pt | G | V | N | P | GF | GS | DR  |
| ---- | ----------------- | -- | - | - | - | - | -- | -- | --- |
| 1.   | Stati Uniti       | 9  | 3 | 3 | 0 | 0 | 17 | 0  | +17 |
| 2.   | Canada            | 6  | 3 | 2 | 0 | 1 | 19 | 2  | +17 |
| 3.   | Guatemala         | 3  | 3 | 1 | 0 | 2 | 7  | 15 | -8  |
| 4.   | Trinidad e Tobago | 0  | 3 | 0 | 0 | 3 | 0  | 26 | -26 |

| Data       | Ora         | Partita           | Partita | Partita           |
| ---------- | ----------- | ----------------- | ------- | ----------------- |
| 31-10-2013 | 16:30 UTC-5 | Canada            | 8 - 0   | Guatemala         |
| 31-10-2013 | 19:00 UTC-5 | Trinidad e Tobago | 0 - 8   | Stati Uniti       |
| 2-11-2013  | 16:30 UTC-5 | Canada            | 11 - 0  | Trinidad e Tobago |
| 2-11-2013  | 19:00 UTC-5 | Stati Uniti       | 7 - 0   | Guatemala         |
| 4-11-2013  | 17:30 UTC-5 | Guatemala         | 7 - 0   | Trinidad e Tobago |
| 4-11-2013  | 20:00 UTC-5 | Stati Uniti       | 2 - 0   | Canada            |

## Fase a eliminazione diretta
|  | Semifinali    | Semifinali    | Semifinali |        |               | Finale          | Finale          | Finale          |  |
|  |               |               |            |        |               |                 |                 |                 |  |
|  | Stati Uniti   | Stati Uniti   | 1 (2)      |        |               |                 |                 |                 |  |
|  | Stati Uniti   | Stati Uniti   | 1 (2)      |        |               |                 |                 |                 |  |
|  | Messico (dtr) | Messico (dtr) | 1 (4)      |        |               |                 |                 |                 |  |
|  | Messico (dtr) | Messico (dtr) | 1 (4)      |        | Messico (dtr) | Messico (dtr)   | 0 (4)           |                 |  |
|  |               |               |            |        | Messico (dtr) | Messico (dtr)   | 0 (4)           |                 |  |
|  |               |               | Canada     | Canada | 0 (2)         |                 |                 |                 |  |
|  | Giamaica      | Giamaica      | Canada     | Canada | 0 (2)         | 0               |                 |                 |  |
|  | Giamaica      | Giamaica      |            |        |               | 0               |                 |                 |  |
|  | Canada        | Canada        | 5          |        |               | Finale 3º posto | Finale 3º posto | Finale 3º posto |  |
|  | Canada        | Canada        | 5          |        |               |                 |                 |                 |  |
|  |               |               |            |        |               |                 |                 |                 |  |
|  |               |               |            |        |               | Stati Uniti     | Stati Uniti     | 8               |  |
|  |               |               |            |        |               | Stati Uniti     | Stati Uniti     | 8               |  |
|  |               |               |            |        |               | Giamaica        | Giamaica        | 0               |  |